# Boas

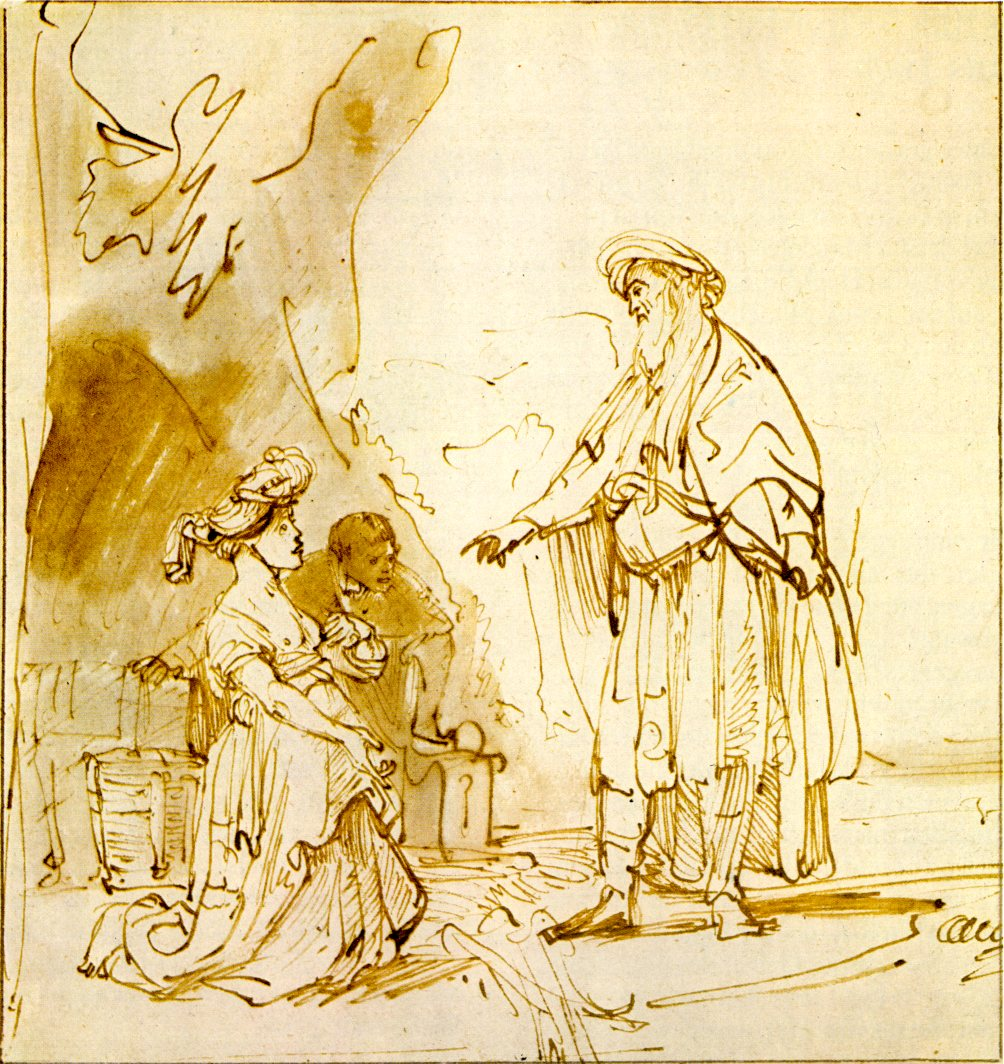

Boas (בועז) är i Gamla Testamentet en rik man som äktade Rut. De två fick därefter sonen Obed, Davids farfar.